# Robert Chabbal
Robert Chabbal, né le 6 février 1927 à Nîmes et mort le 14 septembre 2020 à Paris, est un physicien français, organisateur de la recherche scientifique et auteur de rapports sur les relations entre la recherche et les entreprises. Il a été directeur général du CNRS de 1976 à 1979.

## Biographie
Après des études à l'École normale supérieure (promotion 1946), agrégé de physique (1950), Robert Chabbal fait une carrière de physicien. Enseignant, il devient professeur à la faculté des sciences de Paris en 1959 puis à celle d'Orsay en 1965. Il est aussi chercheur au laboratoire Aimé-Cotton, dont il est le directeur de 1962 à 1969.
En 1969, il devient directeur scientifique du CNRS pour les sciences physiques. Il y crée le PIRDES (programme interdisciplinaire de recherche pour l'énergie solaire), qu'il dirige. Il devient directeur général du CNRS de 1976 à 1979, et donne de l'importance aux sciences de l'ingénieur au sein de l'institution.
De 1980 à 1983, il rejoint l'OTAN en qualité de secrétaire général adjoint pour les affaires scientifiques. De 1983 à 1987, il préside la Mission scientifique et technique du Ministère de la recherche et de la technologie. De 1988 à 1992, il est directeur de la science, la technologie et l'industrie à l'OCDE.
Il est ensuite chargé de présider différents comités, notamment le Comité des programmes scientifiques du CNES. De 2005 à 2007, il œuvre au sein du cabinet ministériel de François Goulard et est l'instigateur de la création des instituts Carnot. Il est membre de différents conseils d'administration : Saint-Gobain, ANVAR, INRIA.

## Rapports
Il a écrit plusieurs rapports, parmi lesquels :
- 1997 : Un plan d'action pour les PME innovantes[4]
- 1998 : Jacques Béranger, Robert Chabbal et Fabrice Dambrine, Rapport sur la formation entrepreneuriale des ingénieurs (lire en ligne)
- 2007 : Rapport sur l'Enseignement supérieur en France[5]
- 2008 : Le devenir de l'Ingénierie, sur l'avenir de la formation des ingénieurs[6].

## Distinctions
- 1976 : membre étranger de l'Académie royale des sciences de l'ingénieur de Suède.
- commandeur de la Légion d'honneur.